# Шеннон (острів)
Шеннон (англ. Shannon, дан. Shannon) — порівняно великий острів біля східного узбережжя Гренландії в Гренландському морі. В адміністративному відношенні він до кінця 2008 року належав до провінції Туну/Естгренланд («Східна Гренландія»), а з 2009 року — до невключеної території Гренландського національного парку.

## Географія
Безлюдний острів розташований за 12 км від східного узбережжя Гренландії, відокремлений від неї протокою Шеннон, і має площу 1259 км². Довжина — 57 км, ширина до 46 км і висота — 305 м над рівнем моря (гора Мейерштейн-Б'єрг). Найпівнічніша його точка — мис Берген (75° 26′ Пн, 18° 3′ Зх), найпівденніший мис — Філіп Брок (74° 56′ Пн. , 17° 37′ Зх.).
На південь від острова знаходиться одна з найбільших ополонок Східної Гренландії , спричинена регулярними вітрами, що відганяють пакові льоди від прибережного припайного льоду. Залишки поселень ескімоської культури Туле в цьому регіоні свідчать про те, що ополонка була стабільною протягом століть і використовувалася інуїтами як мисливські угіддя для полювання на тюленів і китів.

## Флора і фауна
Рослинність на острові Шеннон належить до рослинності високої арктичної тундри. Із ссавців тут живуть лемінги, арктичні зайці, горностаї, песці, північні олені, білі ведмеді та моржі. Кількість вівцебиків у XX столітті різко скоротилася. У 1936 р. популяція становила від 800 до 1000 тварин, а у 1976 р. — 300. З 1988 по 1990 рр., незважаючи на інтенсивні пошуки, спостерігалася лише одна група з одинадцяти тварин.
До орнітофауни належать біла сова, крук, пуночка, біла куріпка, пухівка, крячок, побережник морський і різні чайки.

## Історія
Острів був відкритий в 1823 році британським полярним дослідником Дугласом Клеверінгом, який назвав його на честь корабля Шеннон (HMS Shannon), фрегата британського королівського флоту, на якому він раніше плавав мічманом.
У 1869 р. Друга німецька північно-полярна експедиція під керівництвом капітана Карла Кольдевея досягла тут своєї найпівнічнішої точки. Вона нанесла на карту острів і дала деякі географічні назви, такі як мис Берген, мис Коупленд та мис Панш на честь членів експедиції Карла Бергена, Ральфа Коупленда та Адольфа Панша.
У 1909/10 році тут зимувала пошукова експедиція, що шукала Людвіга Мюліуса-Еріксена, зниклого керівника експедиції Данії. Ейнар Міккельсен та Івер Іверсен (1884—1968) подорожували із собачими упряжками 560 км на північ через крижаний покрив, не знайшовши Міліус-Еріхсена. Повернувшись, вони виявили, що їхній корабель «Алабама» розчавлений льодом і покинутий екіпажем. Їм довелося пережити ще дві зими на острові, перш ніж китобій підняв їх у липні 1912 року.
Під час Другої світової війни німецький флот тримав з вересня 1943 року по травень 1944 року на північному сході острова на мисі Суссі метеостанцію. 16 жовтня 1944 року погодне судно Екстернштайне, що переховувалося біля мису Берген, було виявлене і захоплене береговою охороною США.